# Oukraïnka
Oukraïnka (en ukrainien : Українка ; en russe : Украинка) est une ville de l'oblast de Kiev, en Ukraine. Sa population s'élevait à 15 644 habitants en 2013.

## Géographie
Oukraïnka se trouve sur la rive droite du Dniepr, en amont du réservoir de Kaniv, à 36 km au sud-est de Kiev.

## Histoire
À proximité de l'actuelle Oukraïnka et du village de Tripillia (en ukrainien : Трипілля), débute en 1966 la construction d'une importante centrale thermique. L'année suivante, les premiers logements pour les travailleurs sont construits, y compris dans le village voisin de Pliouty. Oukraïnka a le statut de ville depuis le 19 novembre 1979.
Oukraïnka possède plusieurs clubs de voile et de nombreuses installations sportives. Elle se trouve dans une région boisée, riche en pins et bouleaux.

## Population
Recensements (*) ou estimations de la population :
| 1970*  | 1979*  | 1989*  | 2001*  |
| ------ | ------ | ------ | ------ |
| 10 244 | 14 393 | 16 327 | 14 163 |

| 2010   | 2011   | 2012   | 2013   |
| ------ | ------ | ------ | ------ |
| 15 168 | 15 338 | 15 458 | 15 644 |

## Économie
La première tranche de la centrale thermique de Tripillia (en russe : Трипольская теплоэлектростанция) est mise en service en 1969. La centrale est le premier employeur d'Oukraïnka. Elle est alimentée par du charbon venant de l'Est de l'Ukraine ainsi que par du charbon polonais livré par train et par bateau.